# Giuseppe de Begnis
Giuseppe de Begnis (Lugo (Ravenna), 1793 - Nova York, agost de 1849) fou un baix italià.
Va fer el seu debut a Mòdena el 1813 a Ser Marcantonio de Stefano Pavesi. Ràpidament es va convertir en un dels cantants italians líders en el repertori buffo i va cantar nombrosos papers en les obres de Rossini, entre elles va cantar Dandini a l'estrena de La Cenerentola. La seva carrera el va portar diverses vegades a la King’s Theatre de Londres, on va ser vist per exemple en l'estrena londinenca de Matilde di Shabran de Rossini.